# Réserve naturelle régionale du bocage humide des Cailleries
La réserve naturelle régionale du bocage humide des Cailleries (RNR258) est une réserve naturelle régionale située en Pays de la Loire. Classée en 2012, elle occupe une surface de 18,16 hectares et protège une zone de bocage non loin du Lac de Grand-Lieu.

## Localisation

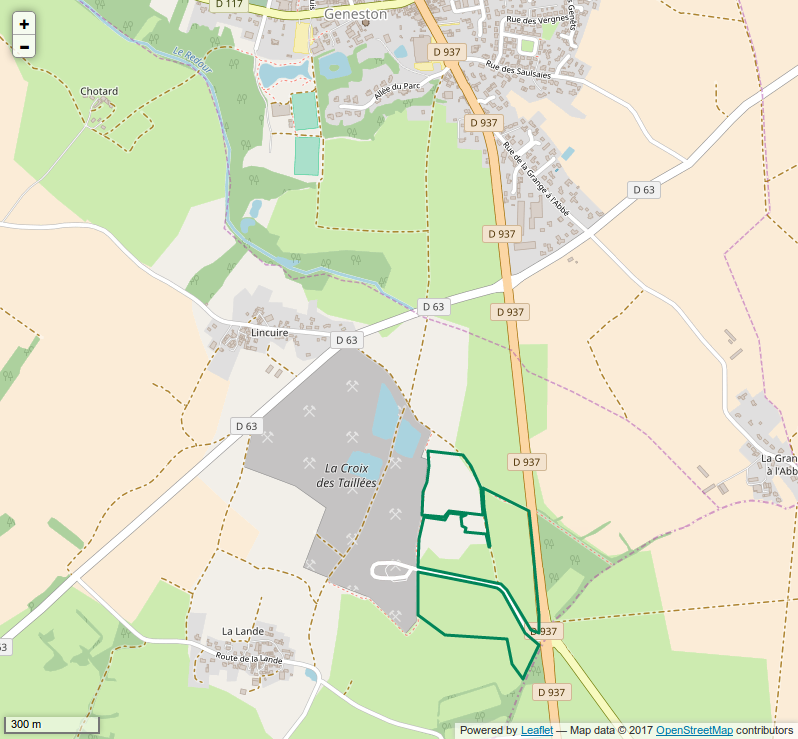
Périmètre de la réserve naturelle.

Le territoire de la réserve naturelle est dans le département de la Loire-Atlantique, sur la commune de Saint-Colomban et en limite de la Vendée. Représentatif du bocage, il fait partie du bassin versant du Lac de Grand-Lieu et comprend environ 3,7 km de haies et une dizaine de mares.

## Histoire du site et de la réserve
Il y a environ 45 millions d’années après les dinosaures et 15 millions d’années avant l’Homme, la zone était recouverte par le fleuve appelé autrefois Ypresis. Celui-ci est à l’origine des dépôts de sables et d’argiles qui constituent le sol actuel.

## Écologie (biodiversité, intérêt écopaysager…)
Le site comprend un étang, des prairies humides et des boisements (chênes pédonculés).

### Flore
La flore recensée compte 147 espèces dont le Flûteau nageant et la Cicendie naine. On trouve aussi le Flûteau fausse-renoncule et le Gaillet chétif, en liste rouge régionale.

### Faune
Plus de 200 espèces animales sont recensées sur le site dont 46 remarquables. Les oiseaux comptent la Chevêche d'Athéna, le Râle d'eau et le Pipit farlouse. Les amphibiens fréquentant le site incluent le Crapaud calamite, le Triton crêté, la Salamandre tachetée, la Rainette verte et la Grenouille rieuse. On trouve dans les mammifères le Campagnol amphibie et le Rat des moissons.
Pour les odonates, on trouve l'Agrion mignon, Agrion nain, Orthétrum à stylets blancs, Cordulie métallique et le Leste fiancé. Les papillons sont représentés par le Petit mars changeant, la Petite violette et la Mélitée des scabieuses. On trouve le Grand capricorne dans les arbres têtards.

## Intérêt touristique et pédagogique
Un sentier pédestre permet de visiter gratuitement le site toute l'année.

## Administration, plan de gestion, règlement
La réserve naturelle est gérée par Lafarge Granulats Ouest.

### Outils et statut juridique
La réserve naturelle a été créée par une délibération du 19 novembre 2012.